# 上多賀宮脇遺跡

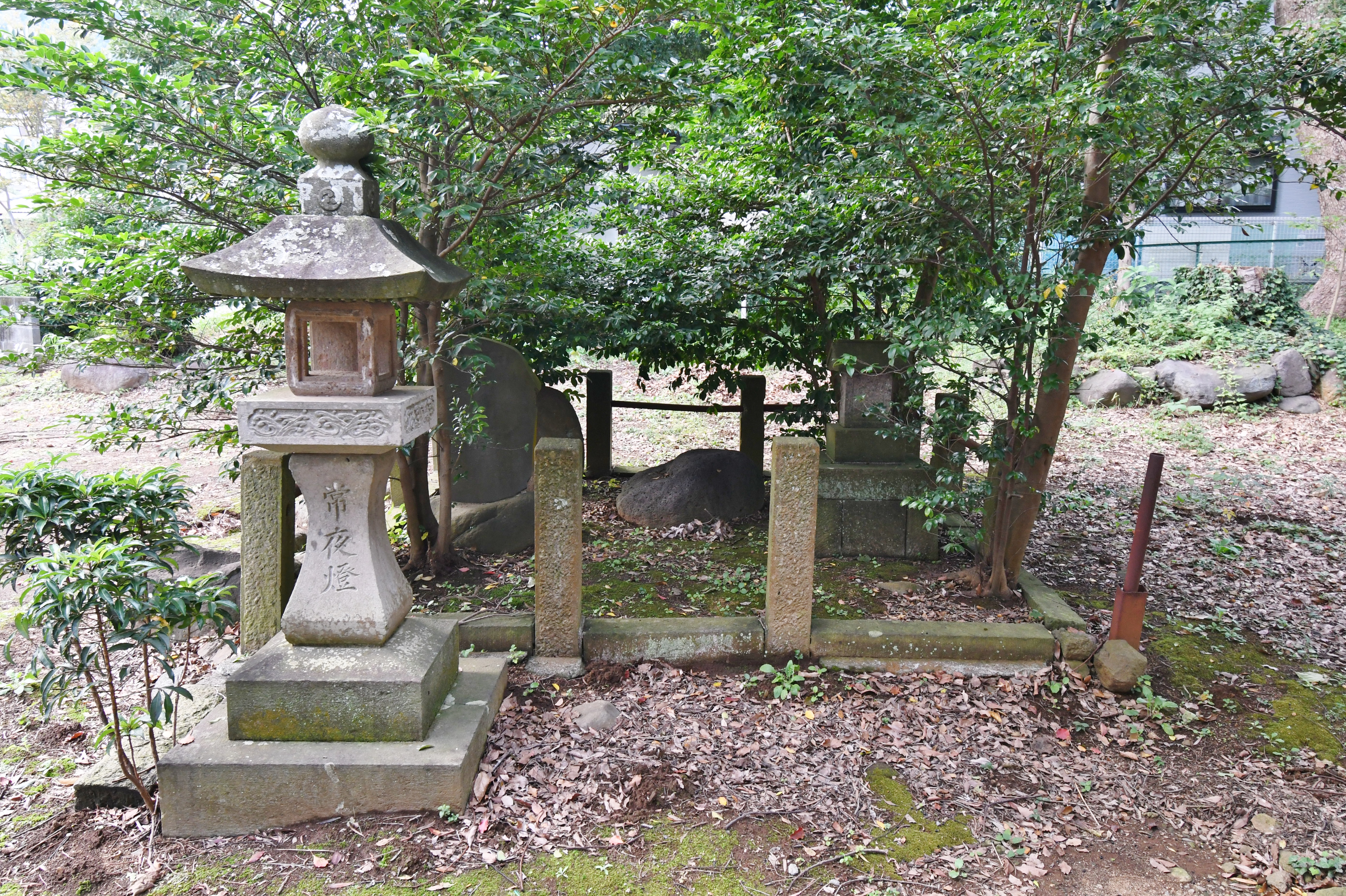
上多賀宮脇遺跡 磐座

上多賀宮脇遺跡（かみたがみやわきいせき）は、静岡県熱海市上多賀にある古代祭祀遺跡。史跡指定はされていない。

## 概要

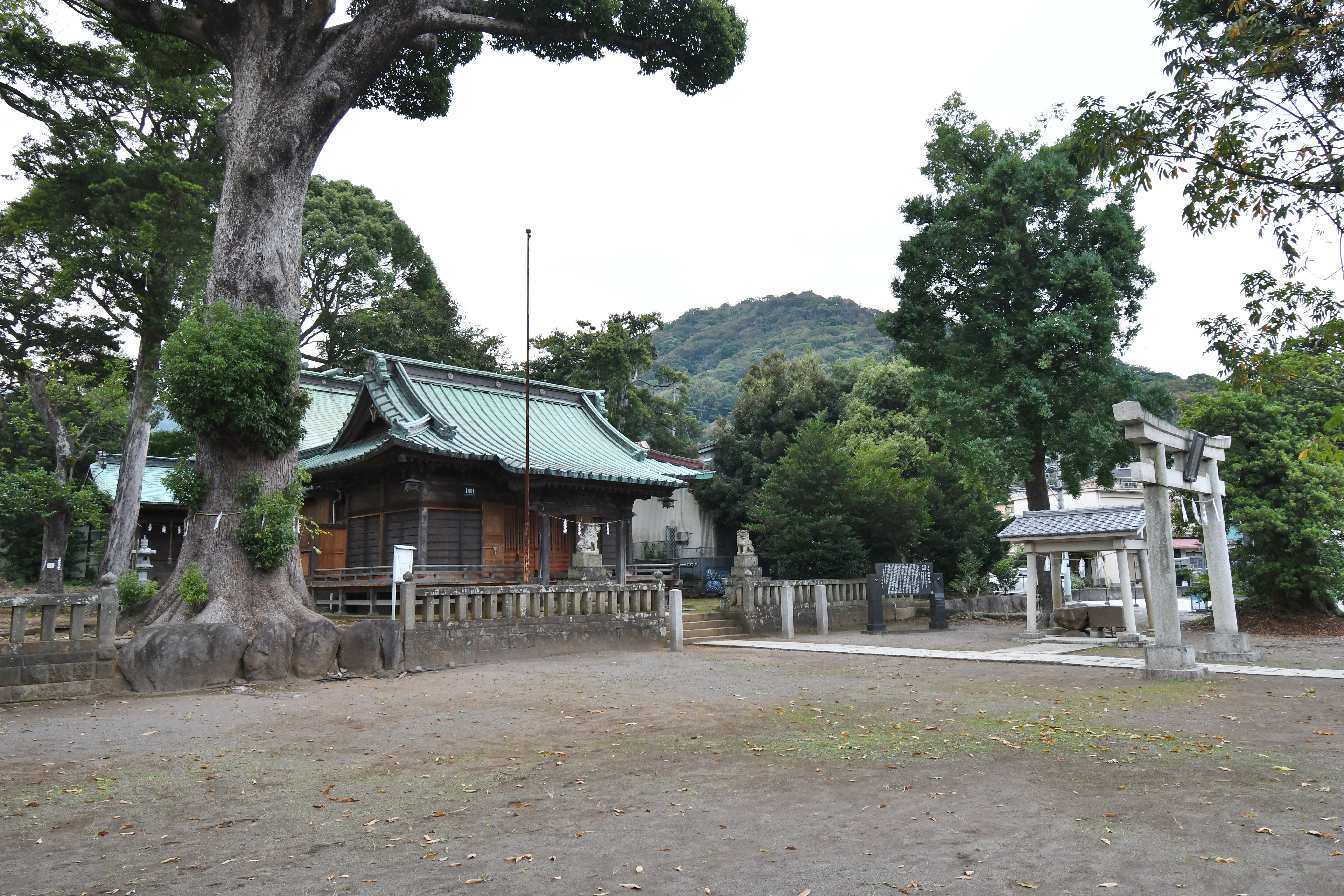
多賀神社境内磐座は社殿左奥に所在する。背景は向山。

静岡県東部、伊豆半島北東部の多賀湾北側にある向山（標高227メートル）の南麓に位置する。現在は多賀神社（『延喜式』神名帳の田方郡「白浪之弥奈阿和命神社」、『伊豆国神階帳』の「従四位上 多の明神」に比定）境内に所在する。1958年（昭和33年）に発掘調査が実施されている。
遺跡は石塊群を磐座とするもので、巨石1個を主体として下に玉石が敷き詰められ、巨石の脇下から青銅鏡4面が検出されている。また神木の付近においても青銅鏡2面のほか土師器・須恵器・鉄製鍬先が検出されている。出土品には他に滑石製有孔円板・手捏土器・土製円板があり、それらの様相から古墳時代から飛鳥・奈良時代の祭祀跡と推定される。向山は三輪山（奈良県桜井市）に似た円錐形の山容を持つことから、向山を祭祀対象とした神奈備型祭祀として位置づけられる。また調査者の大場磐雄は、神道考古学を提唱するなかで磐座・神木・神奈備という原始信仰の条件が揃った遺跡として本遺跡を取り上げており、学史上としても重要視される遺跡である。

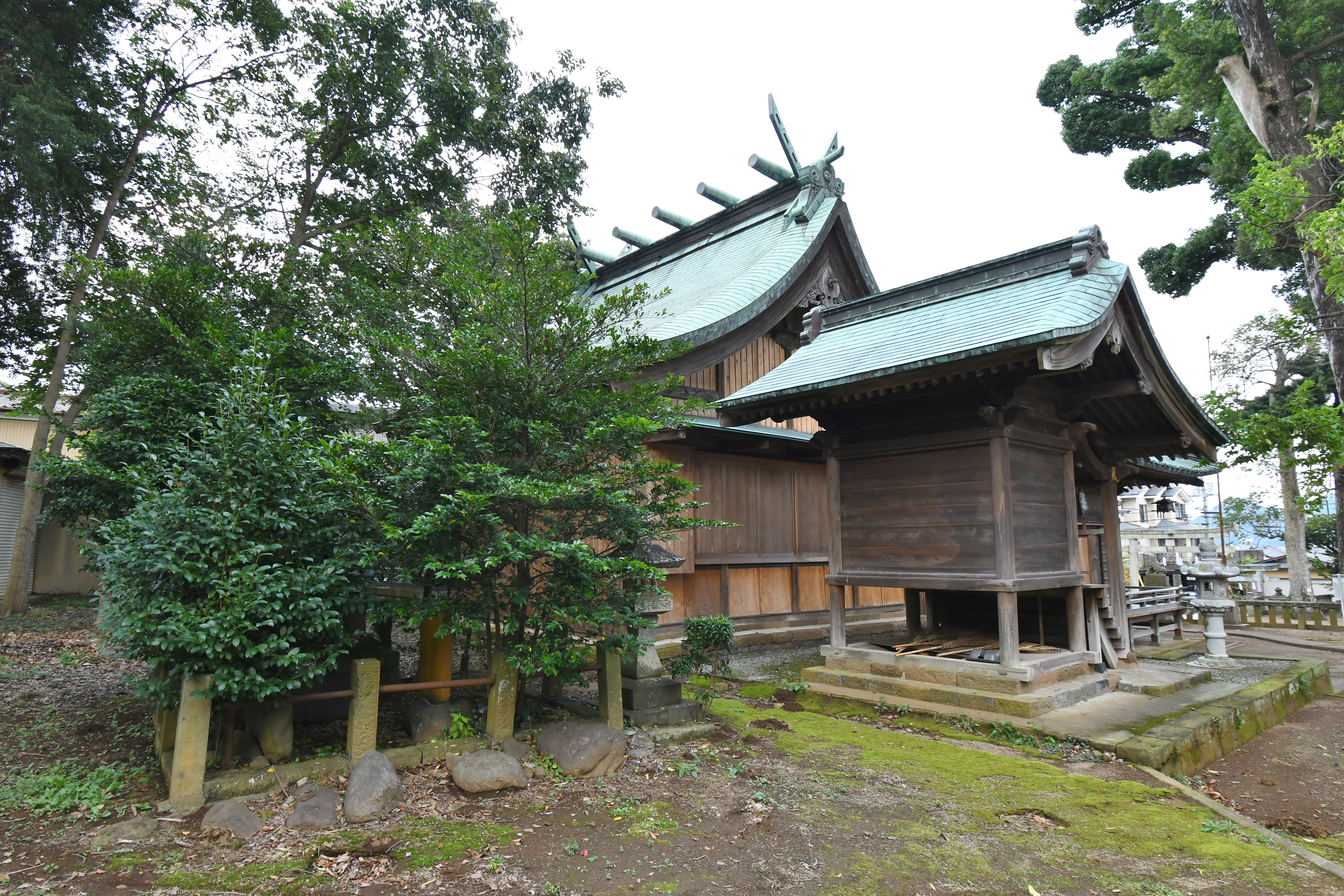
多賀神社本殿と磐座
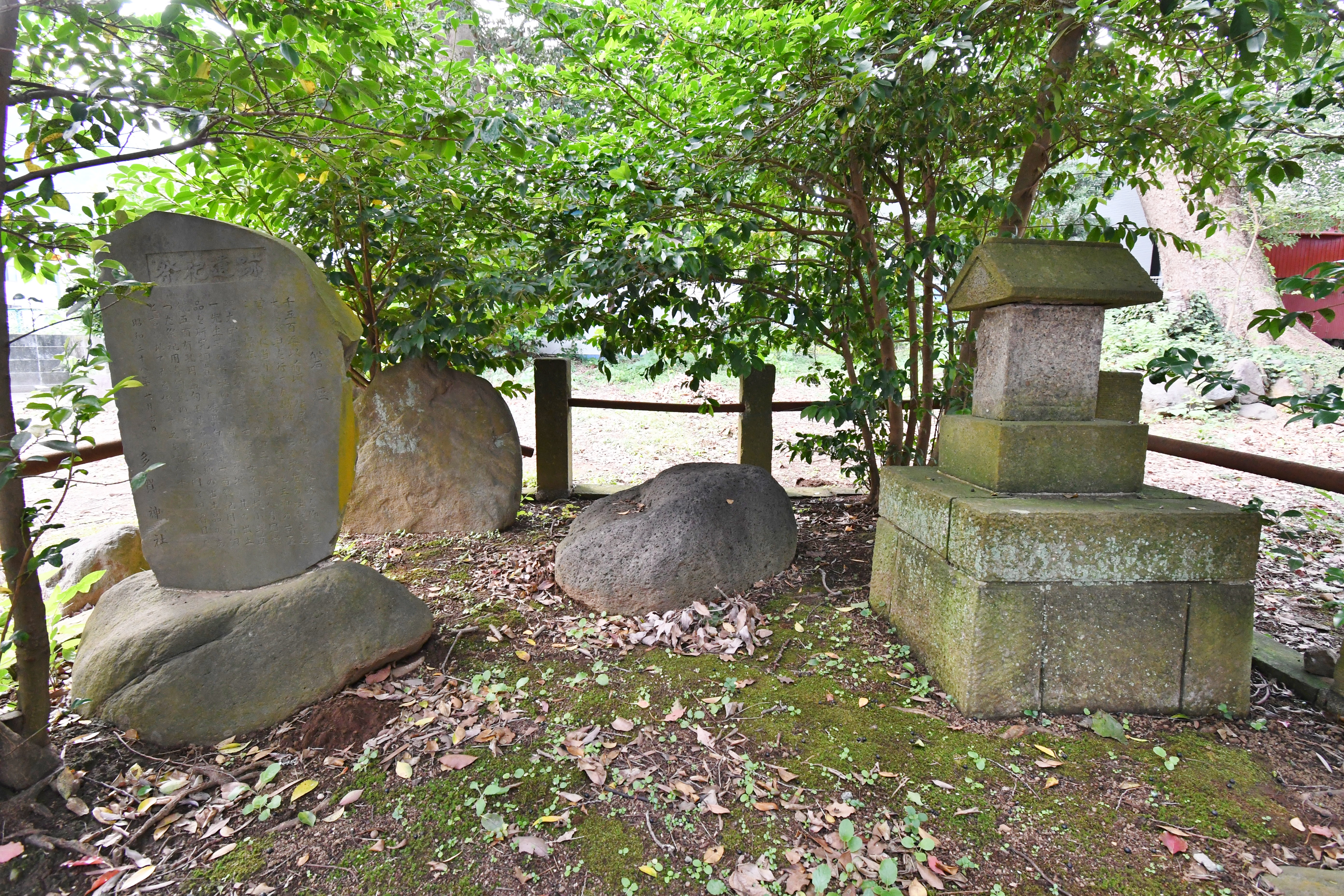
磐座近景

## 出土品

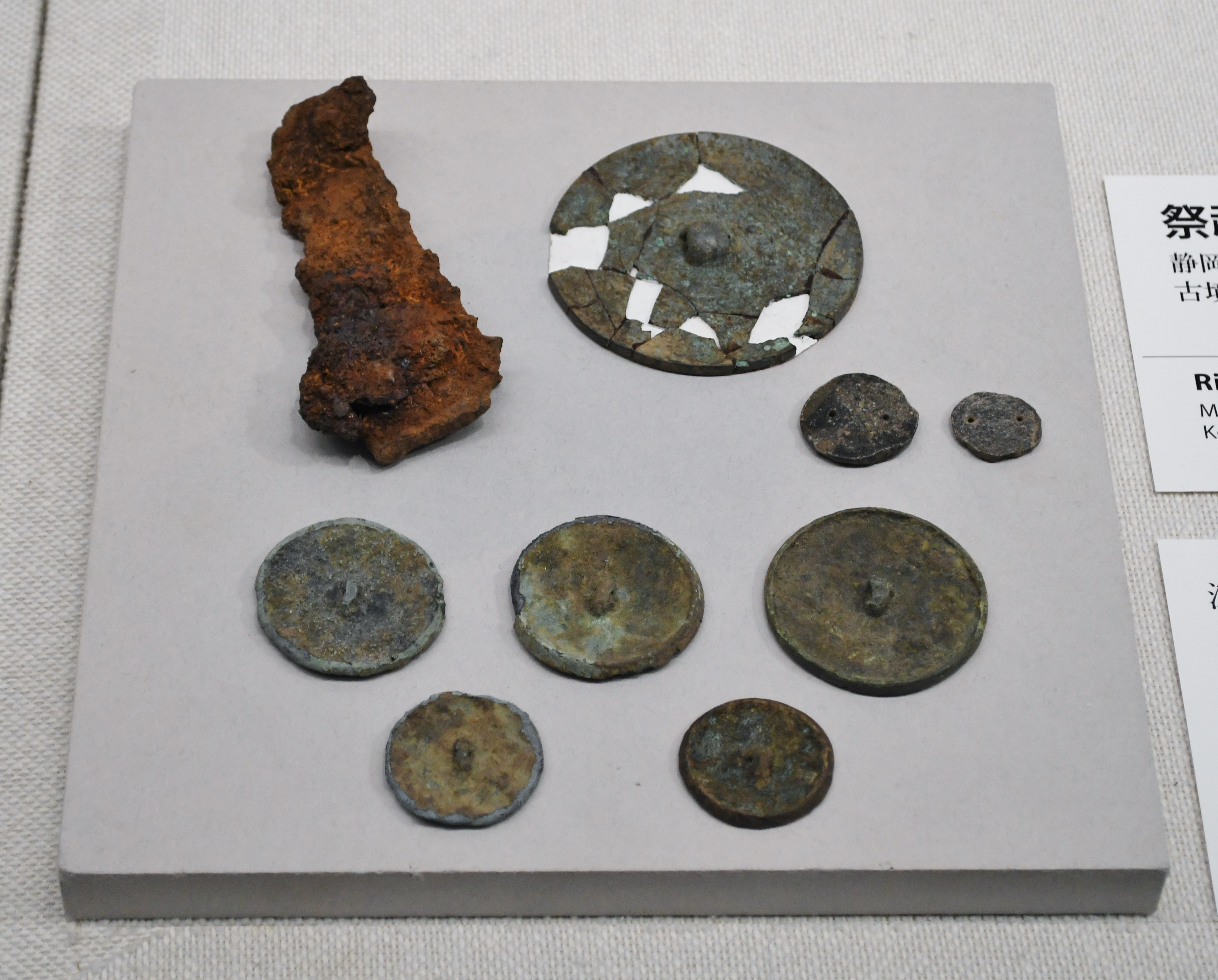
出土品國學院大學博物館企画展示時に撮影。

遺跡からの出土品のうち、青銅鏡6面の詳細は次の通り。
- 乳脚文鏡（仿製漢式鏡[3]/変形六獣鏡[4]/変形神獣鏡[1]） 1面 - 直径7.95センチメートル。6世紀中葉-7世紀前葉[5]。
- 小型海獣葡萄鏡 1面 - 大部分を欠損。直径3.54センチメートル。7世紀後半-8世紀中頃[5]。
- 葡萄文鏡 1面 - 直径5.16センチメートル。8世紀前半以降か[5]。
- 小型唐式鏡 3面 - 直径4.60・4.45・3.50×3.33センチメートル[5]。